# 聖家族と聖フランチェスコ、寄進者たち
『聖家族と聖フランチェスコ、寄進者たち』（せいかぞくとせいフランチェスコ、きしんしゃたち、伊: Madonna col Bambino tra i santi Giuseppe, Francesco ed i committenti、英: The Holy Family with Saint Francis and donors）は、イタリア・バロック期のボローニャ派の画家ルドヴィコ・カラッチが1591年にキャンバス上に油彩で制作した祭壇画である。署名と年記があり、ルドヴィコの基準作の1つとなっている。チェントのカップッチーニ聖堂内のピオンビーニ (Piombini) 家礼拝堂のために描かれた。ナポレオン戦争中の1796年にフランス軍により略奪され、パリのルーヴル美術館に展示されたが、1815年にイタリアに戻った。ボローニャで展示された後、1816年にチェントに返却され、1839年以降、イル・グエルチーノ市立美術館に展示されている。

## 作品
画面下部左端で聖フランチェスコの背後に顔を覗かせているのは、本作の寄進者ジュゼッペ・ピオンビーニである。右下には一族のピエトロ・アントニオ・ピオンビーニと彼の妻エリザベッタ・ドンディーニがいる。カップッチーニ聖堂を所有するカプチン会は聖フランチェスコを範としていたため、画中の聖フランチェスコは寄進者たちを聖母マリアにとりなす大役を任されている。聖母の右下にいる赤いマントを纏う聖ヨセフ (イタリア語名ジュゼッペ) は、寄進者の名前に関連するため登場しているのであろう。
聖母子の頭部を頂点とした三角形構図が形成され、登場人物のほぼ全員が聖母子の顔を見つめている。しかし、画面には動きが満ち、安定感はない。聖母はフランチェスコの方に身をかがめることで中心軸から外れ、幼子イエス・キリストは聖母の膝の上で動き出し、フランチェスコはキリストを受け止めようとするかのように大きく手を広げている。手前は鑑賞者が見下ろす視点で、後ろの聖母子は仰ぎ見る角度で描かれており、固定された視点は存在しない。鑑賞者の視線は画面右下の2人から始まって、フランチェスコ、ヨセフ、聖母子と画面をジグザグに上昇することになる。そして、上昇すると同時に奥行きが深まり、さらに人物の聖性が高まっていく。

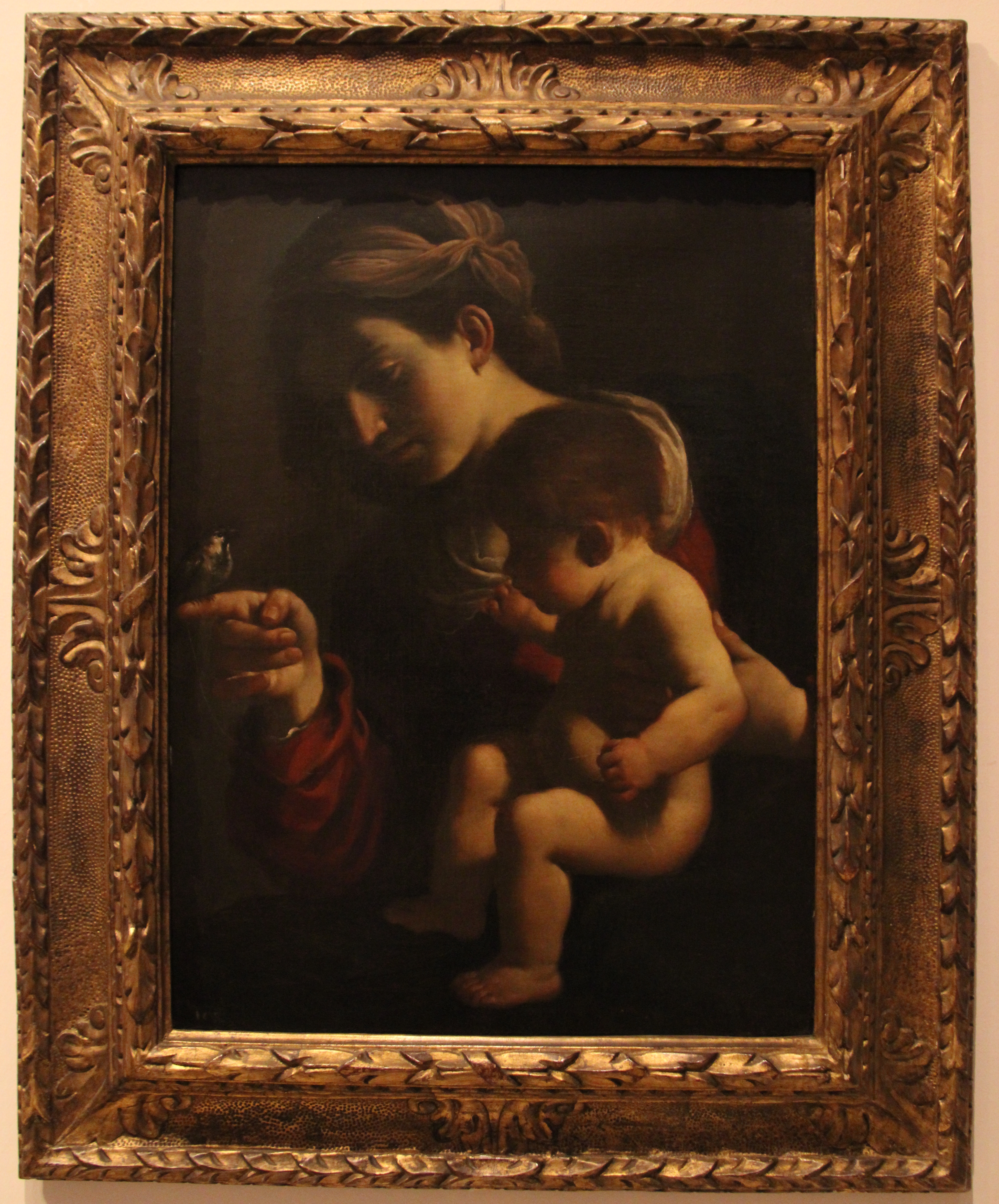
グエルチーノ『雀の聖母』 (1615-1616年)、ボローニャ国立絵画館

この時期にルドヴィコがしばしば共同で制作していたアンニーバレ・カラッチとは違い、本作の光と色彩は人体の構造を強調することはない。たとえば聖母のマントの青色やヨセフのマントの赤色は、その下にあるはずの肉体の構造とそれほど関係してない。光と色彩は人物たちの情感を増幅するために用いられている。こうした効果はヴェネツィア派の影響を受けたものであり、とりわけティントレットとの関連性が指摘されている。また、ルドヴィコが活動していたボローニャから見ると田舎のチェントの聖堂に設置する絵画であったため、ルドヴィコは通常よりも短い時間で仕上げたらしい。そのため、この絵画には流れるような筆致が認められ、かえって質を高めている。
本作は、チェント出身の画家グエルチーノにとって最も重要な手本となった作品である。伝記作者カルロ・チェーザレ・マルヴァージアによれば、若きグエルチーノは本作から生き生きとした明暗法と自然主義を学んだ。研究者アルカンジェリは、「このきわめて美しい絵画が、もちろんチェントに置かれたせいもあるが、グエルチーノの様式の源となったことは十分納得しうる。なぜならここにはグエルチーノの最良の作品のように、バロック (この絵画はその原型と考えられる) の高揚と自然観察とがまごうことなく結びついているからだ」と述べている。ちなみに、グエルチーノは、自身の『雀の聖母』 (ボローニャ国立絵画館) の聖母像を本作の聖母像にもとづいて描いた。